# Aprasia parapulchella
Aprasia parapulchella — вид геконоподібних ящірок родини лусконогових (Pygopodidae). Ендемік Австралії. 

## Поширення і екологія
Aprasia parapulchella мешкають на північному сході Вікторії та на сході Нового Південного Уельсу. Вони живуть в ріколіссях, на луках і в чагарниках, серед скель, на висоті від 180 до 815 м над рівнем моря. Ведуть риючий спосіб життя, живляться личинками і яйцями мурах.